# Peter Terry
Mariscal en jefe del Aire Sir Peter David George Terry (Ramsgate, 18 de octubre de 1926 – Aylesbury, 19 de diciembre de 2017) fue comandante de la Royal Air Force y ocupó varios puestos de alto nivel británicos y de la OTAN. Terry también fue Gobernador de Gibraltar entre 1985 y 1989.

## Carrera en la Royal Air Force
Terry se unió a la Royal Air Force en las filas el 17 de julio de 1946. Su potencial para el servicio de oficial fue rápidamente reconocido y Terry fue comisionado como oficial piloto en el Regimiento de la RAF el 29 de mayo de 1947. Estuvo nueve años como oficial segundo en el Regimiento de la RAF, sirviendo en escuadrones antiaéreos ligeros en la RAF en Alemania y como Oficial de Estado Mayor del Comandante General del Regimiento de la RAF. Se trasladó a la Subdivisión de Deberes Generales en abril de 1956. A finales de los 50 y principios de los 60, se abrió camino en el rango de oficiales. Como capitán de grupo, Terry fue comandante de la estación de la RAF El Adem, Libia, de 1969 a 1970. Estuvo allí en septiembre de 1969 cuando el coronel Gaddafi derrocó al rey Idris de Libia en un golpe de Estado. Terry supervisó la retirada de las tropas británicas de El Adem y Tobruk en marzo de 1970.
Terry fue nombrado Subjefe de Gabinete en la División de Planes y Políticas del Cuartel General Supremo de las Potencias Aliadas en Europa en 1975. A su vuelta al Reino Unido, ocupó el cargo de subcomandante del Jefe de Estado del Estado Mayor del Aire el 25 de marzo de 1977. El 30 de abril de 1979 fue nombrado Comandante en Jefe del destacamento de RAF en Alemania. Después de ser ascendido a mariscal en jefe del aire, fue nombrado Comandante Supremo Aliado Adjunto en Europa en SHAPE el 9 de abril de 1981. Terry permaneció como SACEUR Adjunto hasta el 16 de julio de 1984 y se retiró de la RAF varios meses después.

## Gobernador de Gibraltar
Terry fue Gobernador de Gibraltar del 19 de noviembre de 1985 a diciembre de 1989. Durante su mandato como gobernador, Terry autorizó al Servicio Aéreo Especial (SAS) a perseguir a los miembros del IRA Provisional como parte de la Operación Flavius, que el Tribunal Europeo de Derechos Humanos consideraría que había violado el artículo 2 de la Convenio Europeo de Derechos Humanos.
El 18 de septiembre de 1990, el grupo terrorista norirlandés IRA intentó matar a Terry en su casa en Main Road, Milford, Staffordshire. El ataque tuvo lugar a las 9 de la noche, mientras Terry estaba sentado leyendo. Los tiradores abrieron fuego a través de una ventana y le alcanzaron al menos nueve veces. Su esposa, Betty, también recibió un disparo y resultó herida cerca del ojo. La hija de la pareja, Liz, fue encontrada en estado de shock. La cara de Terry tuvo que ser reconstruida ya que los disparos le destrozaron la cara y dos balas de alta velocidad se alojaron a una fracción de pulgada de su cerebro.

## Honores
En 1983 Terry fue honorado con el título de Gran Caballero de la Orden del Baño. De todas maneras, pasó un largo período antes de que uno de los 34 puestos reservados para los caballeros más veteranos quedara vacío, que llegó en 2006.